# F2B (航空機)

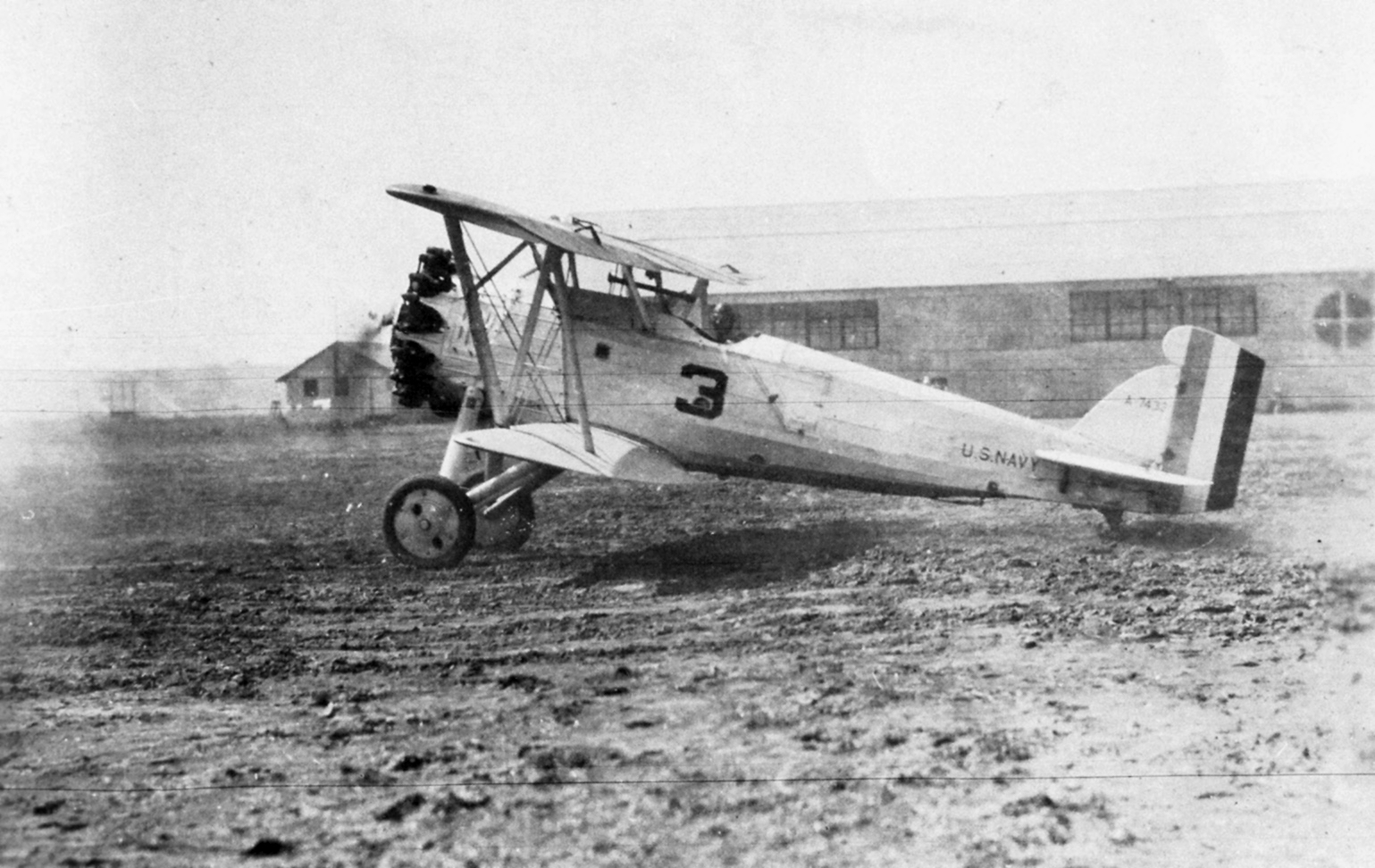
F2B-1 (BuNo A7432)
1928年9月の撮影

F2Bは、アメリカ合衆国のボーイング社がアメリカ海軍向けに開発した複葉艦上戦闘機である。
1920年代に運用され、曲技飛行隊でも使われた。

## 概要
ボーイングでの社内名称はモデル69であり、モデル15（PW-9/FB)戦闘機の試験結果を受け、その改良型として開発された。複葉機のモデル15とほぼ同様の構造であり、金属フレームによって構成された胴体と木製の主翼からなる。開発段階では大型のスピナーを装備することにより空気抵抗を減少させることが考えられていたが、実用機ではスピナーは装着されていない。
武装として7.62mm機銃2門、または7.62mm機銃1門と12.7mm機銃1門の組み合わせが可能であった。この他、下翼に4個の25ポンド爆弾を搭載でき、胴体下に5個目を搭載できた。
試作型XF2B-1は1926年11月3日に初飛行した。それを受けて、海軍は32機のF2B-1の発注を行っている。
1928年1月には、VF-1BおよびVF-2B（第1および第2戦闘航空隊）に配備され、航空母艦サラトガで運用された。
なお、ブラジルに1機、日本にも1機が輸出されている。

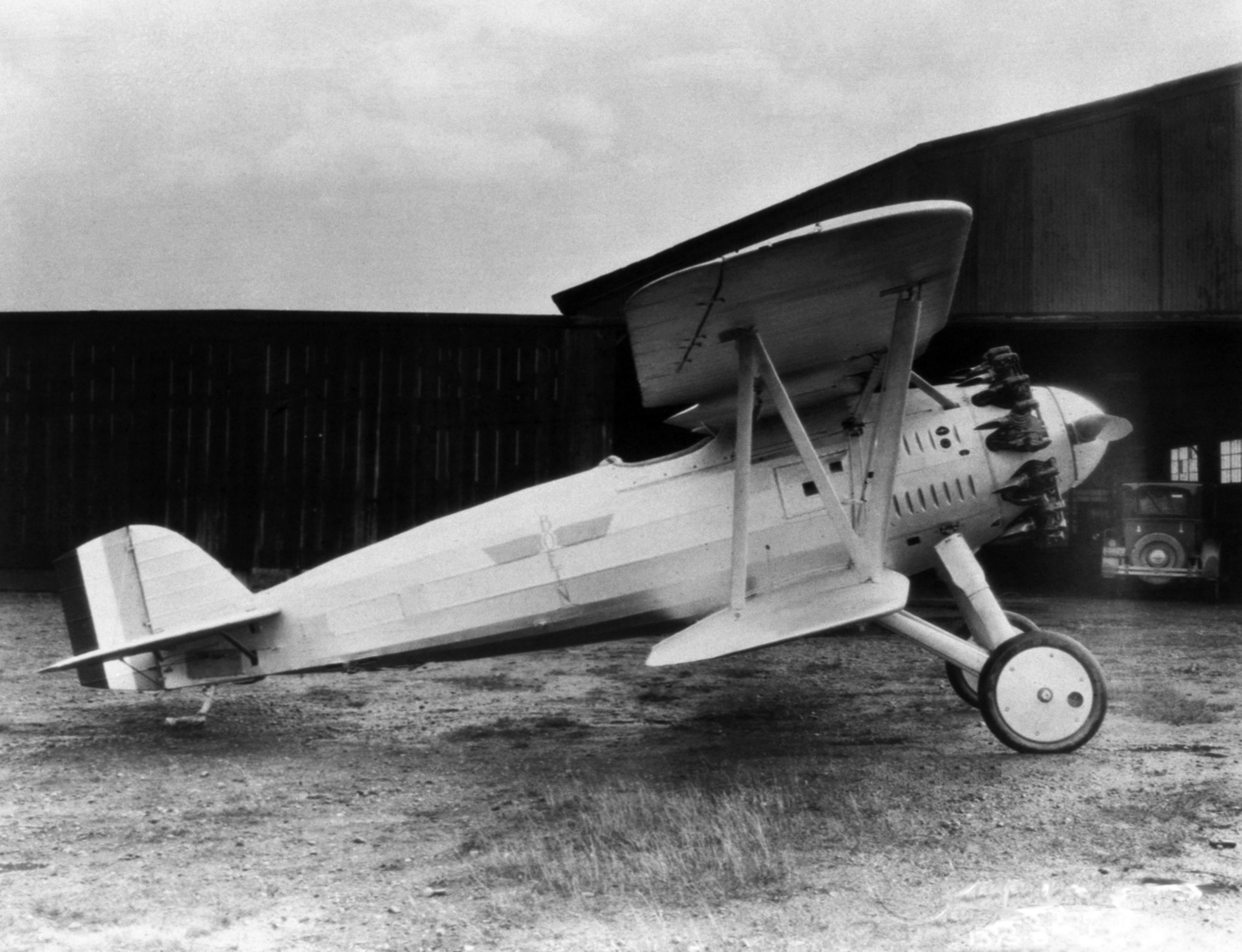
試作型 XF2B-1(BuNo A7385) 1931年の撮影
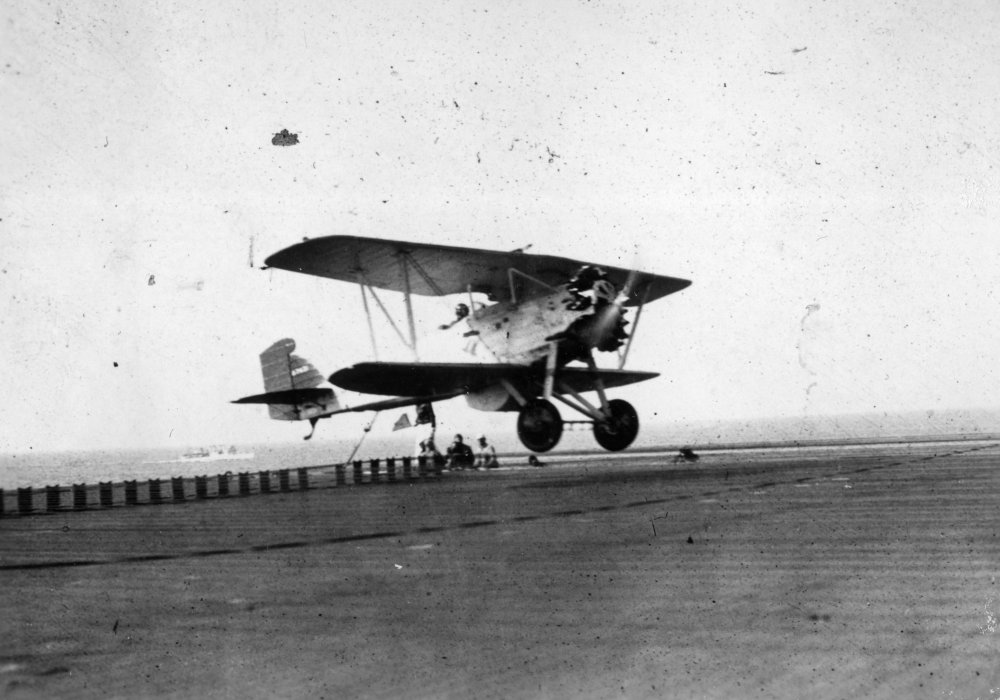
航空母艦に着艦するF2B
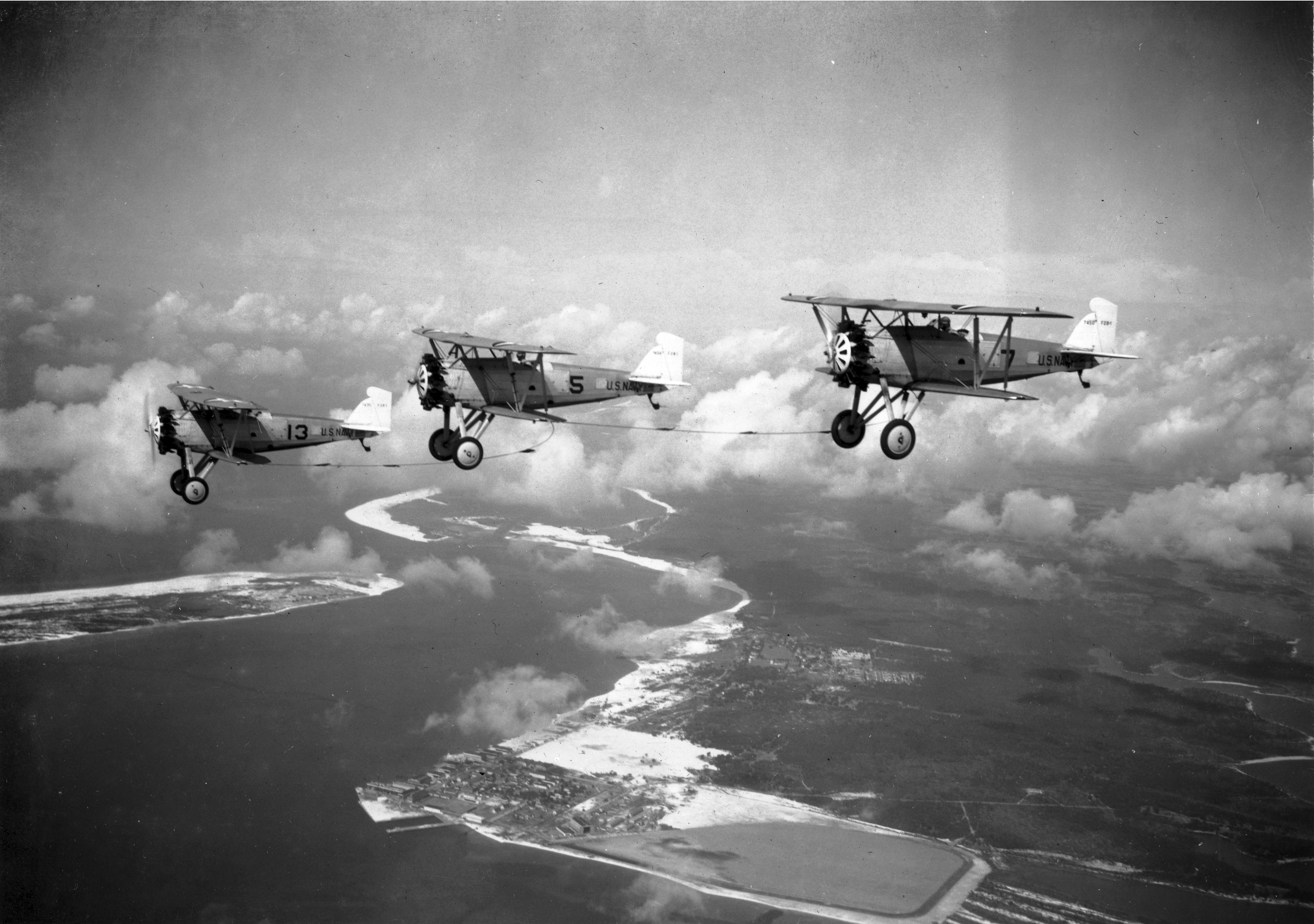
アメリカ海軍のアクロバット飛行隊“スリー・シーホークス”の機体 1928年の撮影

## 要目
- 全長：6.9m
- 全幅：9.1m
- 全高：2.7m
- 空虚重量：902kg

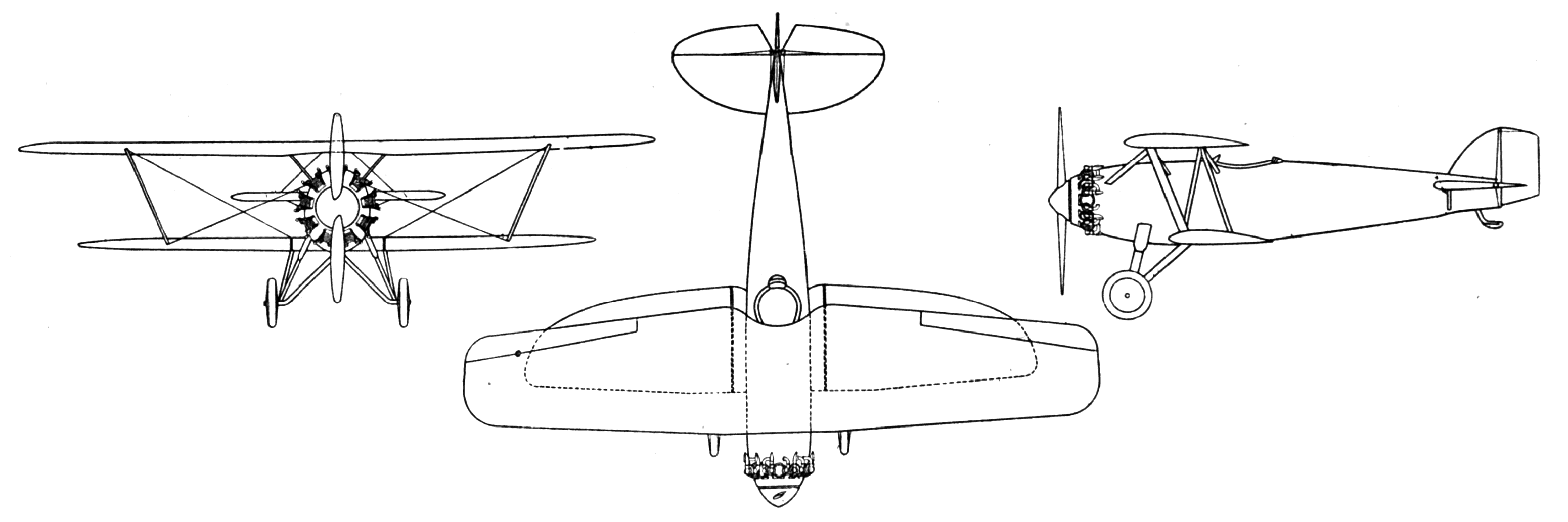
F2B-1 三面図

- エンジン：Pratt & Whitney R-1340B レシプロ星型エンジン（出力 425馬力）1基
- 乗員：1名
- 武装：機銃2門（ブローニング M1918M1 7.62 mm 機関銃 ×2 または M1921E1 12.7 mm 機関銃 ×1 および M1918M1 7.62 mm 機関銃 ×1）、25ポンド爆弾 最大5発